# جوان ليناريس
جوان ليناريس (بالإسبانية: Joan Linares)‏ هو لاعب كرة قدم إسباني، ولد في 24 فبراير 1975 في برشلونة في إسبانيا. لعب مع نادي برشلونة لكرة القدم داخل الصالات.